# Vertagopus cinereus
Vertagopus cinereus är en urinsektsart som först beskrevs av Hercule Nicolet 1842.  Vertagopus cinereus ingår i släktet Vertagopus, och familjen Isotomidae. Arten är reproducerande i Sverige.